# Perfect set property
記述集合論においてポーランド空間の部分集合が perfect set property を持つとは、それが可算であるか、空でない完全集合を部分集合として持つことである (Kechris 1995, p. 150)。 
perfect set property は日本語では完全集合の性質と呼ばれることがあるが、完全集合そのものの性質を指す語ではないため、注意が必要である。
ポーランド空間において空でない完全集合は連続体濃度を持つ。実数全体の集合はポーランド空間である。よって、実数空間において完全集合は連続体仮説（実数の非可算集合は必ず連続体濃度を持つ）の反例にはなりえない。
カントール–ベンディクソンの定理はポーランド空間 X の閉集合は perfect set property を持つことを主張する。より強く、X の閉集合は可算集合と完全集合の非交和に一意的に分解されることも証明されている。特に、非可算なポーランド空間は perfect set property を持っていて、可算な開集合と完全集合の非交和に分解される。
選択公理は perfect set property を持たない実数集合の存在を導く、例としてベルンシュタイン集合がある。しかしながら、ソロヴェイのモデルにおいては、ZFが成り立ち、完全な選択公理は成り立たず従属選択公理が成り立ち、そして全ての実数集合が perfect set property を持つ。よって、perfect set property を持たない実数集合の構成には（従属選択公理よりも強い）選択公理が必要である。
全ての解析集合は perfect set property を持つ。十分に大きい巨大基数が存在するとき、射影集合は全て perfect set property を持つ。